# Gary Paffett
Gary James Paffett (Bromley, 24 de março de 1981) é um ex-automobilista inglês que competiu na DTM por quinze anos, entre 2003 e 2018, sendo campeão em 2005 e em 2018. Também competiu na Fórmula E durante a temporada de 2018–19 pela equipe HWA Racelab. Paffett também foi piloto de testes da equipe Williams de Fórmula 1, tendo trabalhado anteriormente em uma função semelhante na McLaren por oito anos, entre 2006 e 2014.
Após a aposentadoria, passou a trabalhar em cargos de gestão de equipes de Fórmula E, tendo sido consultor esportivo da Mercedes-EQ, gerente de equipe da McLaren e atualmente é o diretor de corrida da Cupra Kiro.

## Biografia
Gary James Paffett nasceu em um pequeno vilarejo rural na Inglaterra e cresceu em Devon, sendo filho de dois trabalhadores de classe média, e tendo uma irmã mais velha. Apesar disso, seu pai Jim era um entusiasta do automobilismo, tendo pilotado em corridas de auto clube, e se esforçou para bancar a carreira de Gary. Ele conheceu sua futura esposa, Lisa, aos catorze anos, enquanto ainda competia no kart. Juntos, o casal possui três filhos: Harvey, Freddie e Alfie. A família reside em uma casa de fazenda do século XVIII localizada na vila rural de Ousden, Suffolk.

## Carreira

### Kart
Paffett começou a correr em karts aos nove anos. Em 1993, Paffett ingressou no Campeonato Britânico de Cadetes, sendo terceiro colocado. Um ano depois, mudou-se para o Campeonato Britânico Júnior de TKM e terminou em segundo lugar na classificação geral. Em 1995, venceu o Campeonato Britânico Júnior de TKM e também foi segundo no Campeonato Europeu Júnior ICA. No ano seguinte, conquistou o prêmio de Campeão do Futuro de Karting da McLaren Mercedes e o segundo lugar no Campeonato Britânico Júnior ICA.

### Fórmula Vauxhall
Mudou-se para os monopostos em 1997, vencendo a Fórmula Vauxhall Junior Winter Series e sendo o melhor estreante da categoria. Em 1998, foi campeão da Fórmula Vauxhall Junior Classe B com treze poles e treze vitórias, dominando todas as corridas da temporada. Ele também estabeleceu um recorde de pista nunca antes estabelecido por um carro da classe "B". Foi promovido para a Fórmula Vauxhall Junior e venceu o campeonato com dois recordes de pista, quatro vitórias, cinco voltas mais rápidas e três pole positions. No final da temporada, ele foi premiado com o McLaren Autosport BRDC de Jovem Piloto do Ano.

### Fórmula Três
Subindo para a Fórmula 3 em 2000, ele competiu na categoria Scolarship (Bolsa) do Campeonato Britânico de Fórmula 3, sagrando-se campeão com doze vitórias, treze voltas mais rápidas e treze poles. Em 2001, competiu na Fórmula 3 Alemã com a equipe de Keke Rosberg, terminando em sexto lugar na classificação geral. Permanecendo na categoria e na equipe em 2002, ele dominou o grid desde o princípio, sendo campeão com sete vitórias.

### DTM

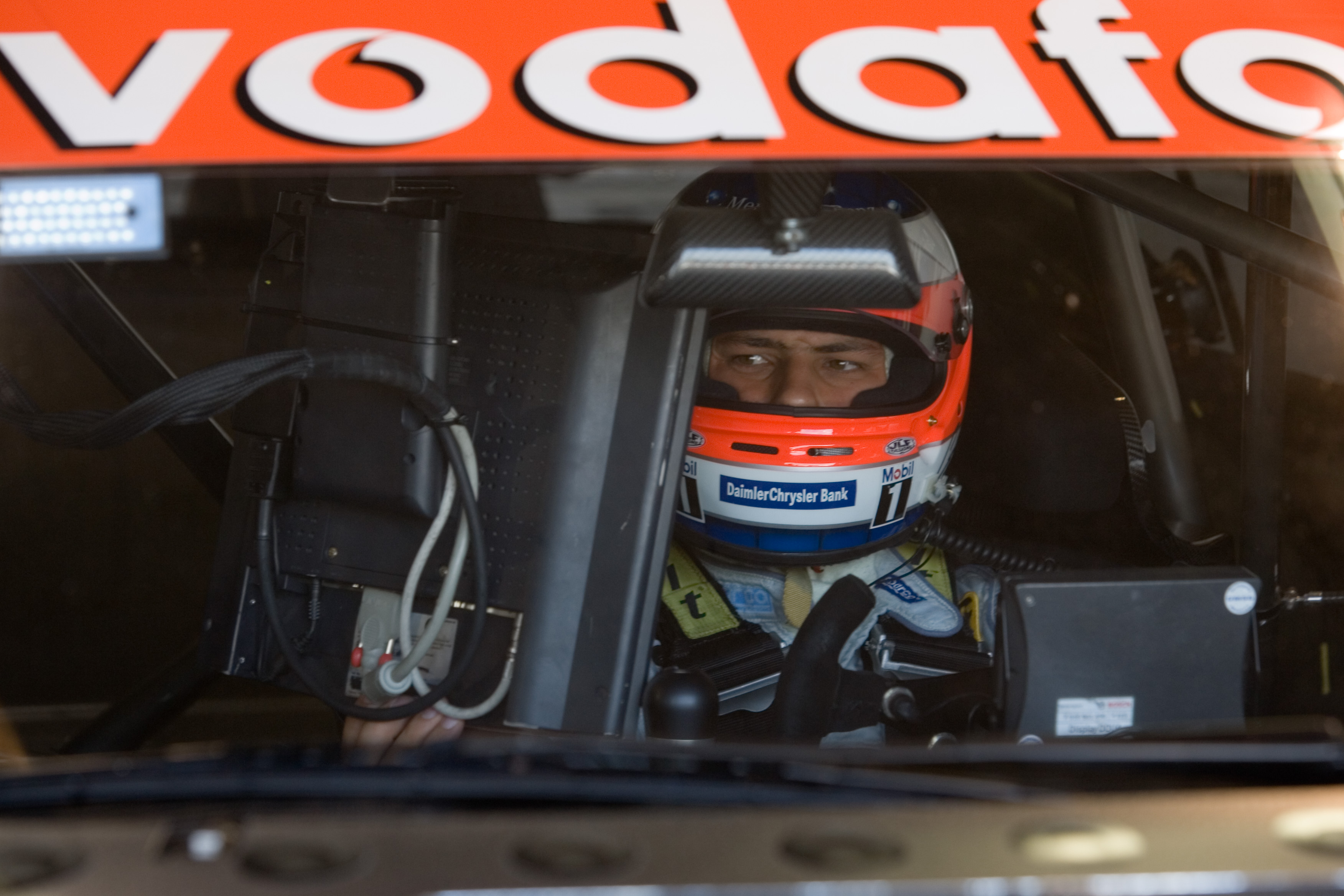
Paffett na etapa de Zandvoort da DTM em 2005

Em 2003, Gary tinha assinado para competir na Fórmula 3000 pela estreante Brand Motorsport, mas a equipe se retirou da categoria, deixando Paffett e seu companheiro Nicolas Minassian sem carros. A Mercedes acabou contratando o britânico para pilotar na Deutsche Tourenwagen Masters (DTM) com a Team Rosberg em um carro de um ano. Paffett terminou sua temporada de estreia em 11º lugar. Um ano depois, ele foi para a HWA, guiando um AMG-Mercedes C-Class e brigando pelo título com Mattias Ekström, mas acabou como vice-campeão, conquistando quatro vitórias e uma pole position. 2005 marcou mais uma batalha pelo título entre Paffett e Ekström. O britânico obteve vitórias em Lausitzring, Oschersleben, Norisring, Zandvoort e Istambul, totalizando nove pódios em onze corridas e quatro pole positions, se sagrando campeão na corrida final em Hockenheimring, onde foi terceiro colocado.
Após um hiato em 2006, Paffett retornou à DTM em 2007, guiando um carro de corrida com especificações de 2006 para a equipe Persson Motorsport. Na segunda rodada em Oschersleben, Paffett se tornou o primeiro piloto na história da série a vencer em um carro do ano anterior. Depois de mais um ano em máquinas mais antigas, ele foi promovido de volta ao modelo atual da Mercedes em 2009, correndo novamente pela HWA e terminou em segundo lugar no campeonato, atrás de Timo Scheider. Paffett foi vice-campeão novamente em 2010, dessa vez perdendo para o futuro piloto de F1 Paul di Resta na corrida final, realizada em Xangai, que Gary venceu.

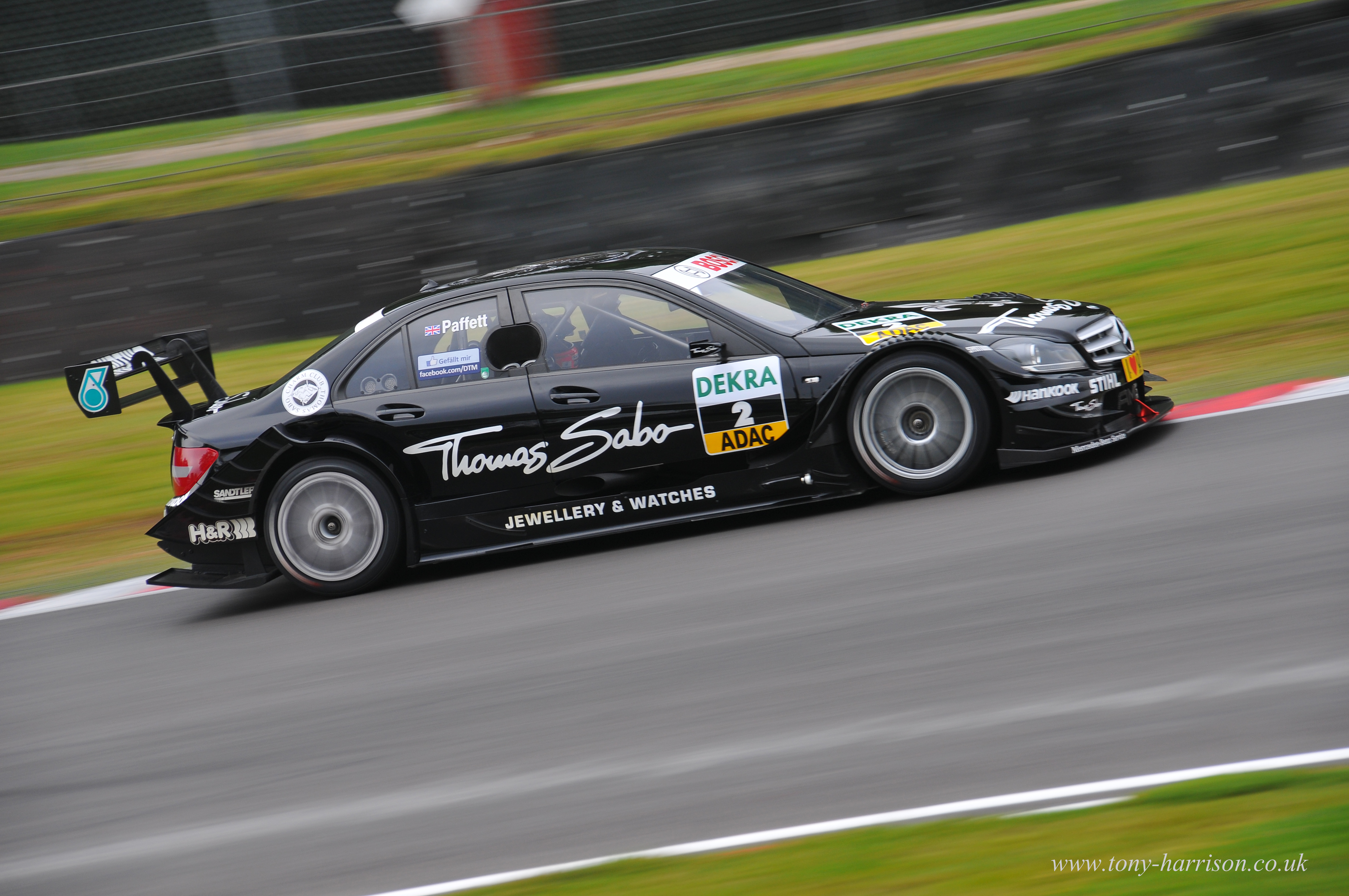
Carro de Paffett na DTM de 2011

Passou 2011 em branco, sem vitórias, até que em 2012, venceu a corrida de abertura da temporada em Hockenheimring. Brigou pelo título novamente, mas foi outra vez vice, com Bruno Spengler sendo o campeão daquele ano. Em 2013, Paffett venceu apenas em Lausitzring, caindo para sétimo no campeonato. 2014 marcou seu último ano de parceria com a HWA, em outro ano sem vitórias ou pódios, onde o britânico teve que desenvolver o carro Mercedes-AMG C63 e foi apenas o vigésimo segundo colocado.

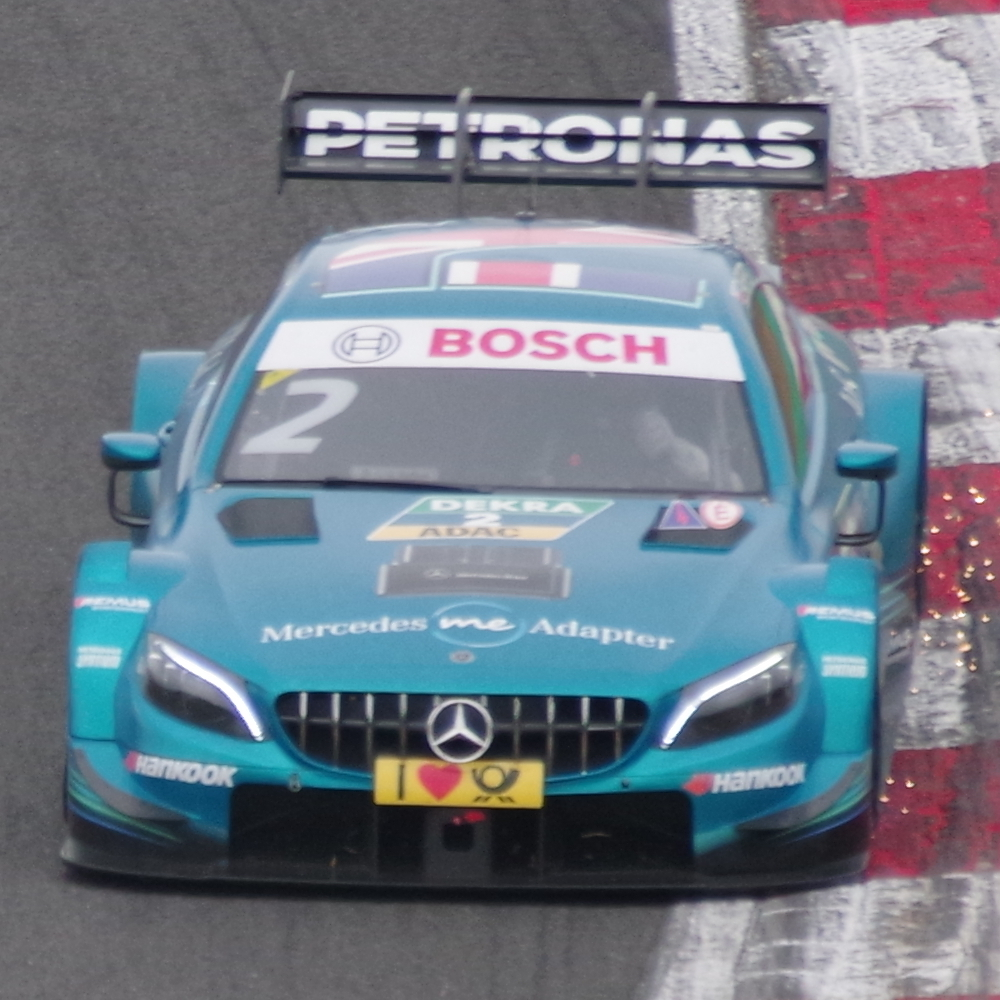
Paffett durante a etapa de Brands Hatch da DTM em 2018

Seguiu como piloto Mercedes em 2015, guiando pela ART. Conquistou três pódios e fez a pole da corrida final da temporada, em Hockenheimring. Em 2016, Paffett teve apenas dois pódios, um deles na corrida 1 de Moscou, onde o britânico também fez a pole. Gary fez apenas um pódio em 2017, ao ser segundo na corrida 2 de Hockenheim. Paffett voltou à briga pelo título em 2018, travando uma intensa batalha com Paul di Resta e René Rast. Apesar do alemão ter obtido sete vitórias, com seis delas sendo nas últimas seis corridas da temporada, Paffett obteve o maior número de pódios, sendo dez ao todo. O britânico venceu três vezes: na corrida que abriu a temporada, em Hockenheim, que também marcou o fim de jejum de vitórias que durava cinco anos, em Lausitzring e em Zandvoort, sendo coroado bicampeão da DTM ao terminar em terceiro na corrida final da temporada. Com isso, Paffett conquistou 255 pontos, quatro a mais do que Rast, que tirou o vice de Di Resta.
Contudo, Paffett não pôde defender seu título com a Mercedes, já que a marca preferiu sair da DTM ao final de 2018 para concentrar seus esforços na Fórmula E. O britânico manifestou interesse de participar de ao menos uma etapa da DTM em 2019, mas não encontrou vagas.

### Fórmula 1

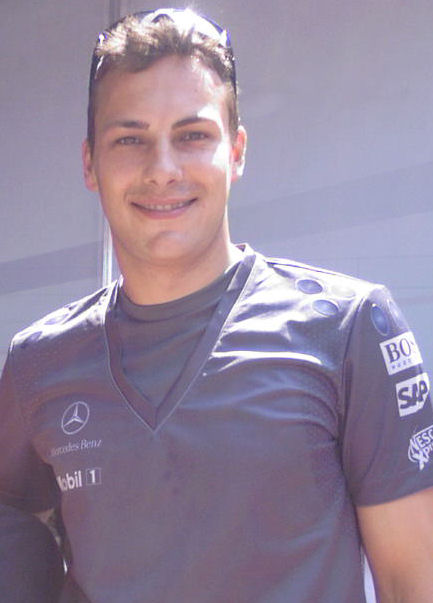
Gary Paffett em 2006

Com a conquista do prêmio McLaren BRDC em 1999, Paffett teve direito a um teste em um carro de Fórmula 1, e isso aconteceu no início de 2001, com ele guiando em Jerez e dividindo o carro com Giorgio Pantano e Darren Turner.

Após ser campeão da DTM em 2005, Paffett foi contratado para ser piloto de testes da equipe de Fórmula 1 McLaren em 2006 ao lado de Pedro de la Rosa. Ocupou o posto em tempo integral, visando uma promoção para titular, mas naquele ano, viu a equipe promover seu compatriota Lewis Hamilton, campeão da GP2 de 2006, para disputar a temporada de 2007 ao lado do bicampeão Fernando Alonso, outro recém-contratado. Paffett deixou a McLaren momentaneamente em outubro de 2006, visando brigar por oportunidades melhores. Chegou a ser cotado como reserva da Honda, mas a equipe japonesa optou por Christian Klien, e assim, Paffett voltou a ser reserva da McLaren.

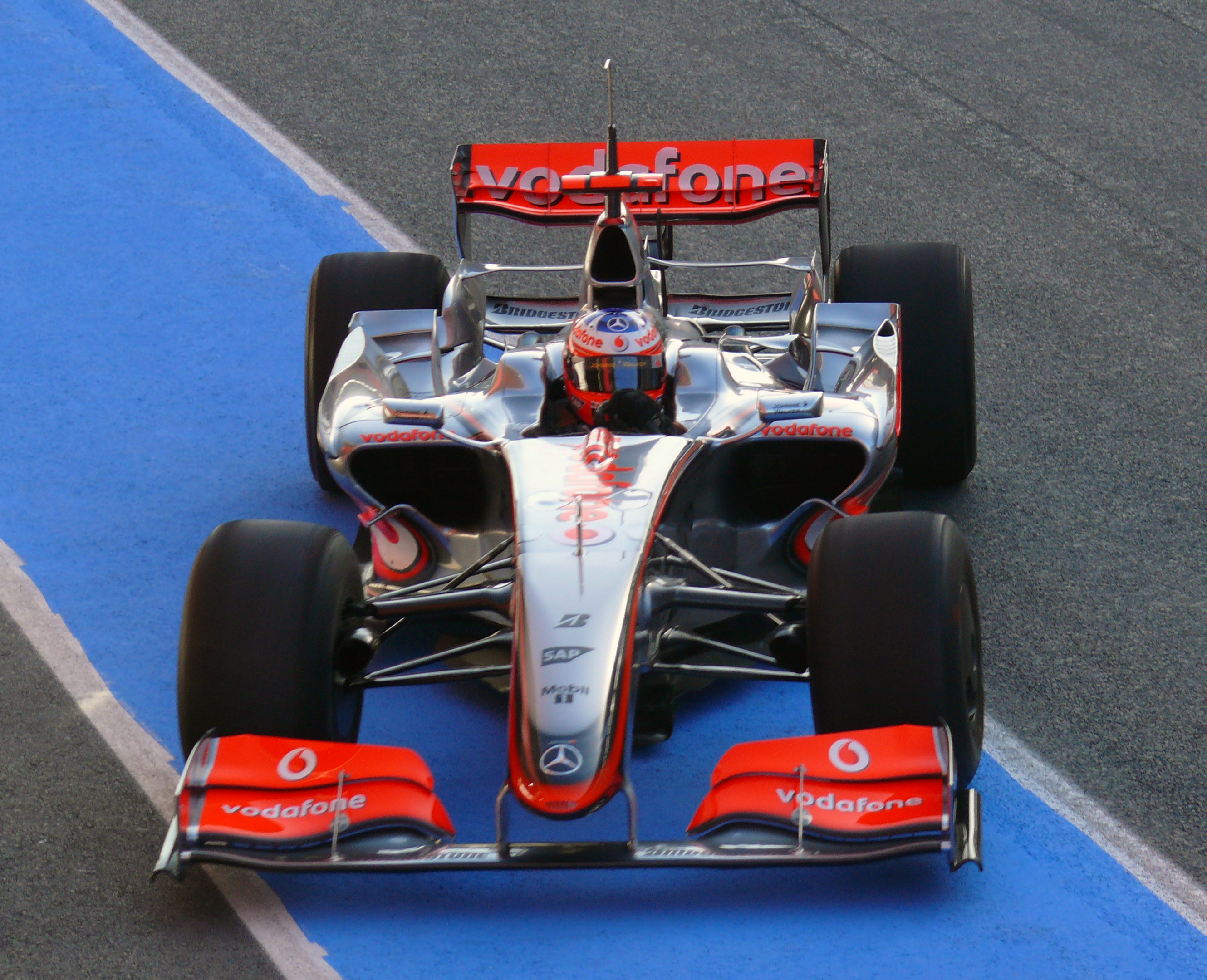
Paffett testando a McLaren MP4-23no Autódromo Internacional do Algarve em 2008

Em abril de 2007, Gary guiou o MP4-22 na pista do aeroporto de Menorca, e em dezembro, participou da sessão de testes em Jerez, sendo sétimo colocado. O britânico afirmou abertamente que tinha esperanças de ser promovido a titular em 2008 como piloto da Prodrive, equipe que tentava entrar na categoria como satélite da McLaren, mas isso acabou não se concretizando, pois a Prodrive desistiu da vaga após um processo da Williams. Com isso, Paffett seguiu como reserva da McLaren, participando de testes no recém-inaugurado Autódromo Internacional do Algarve em dezembro de 2008.

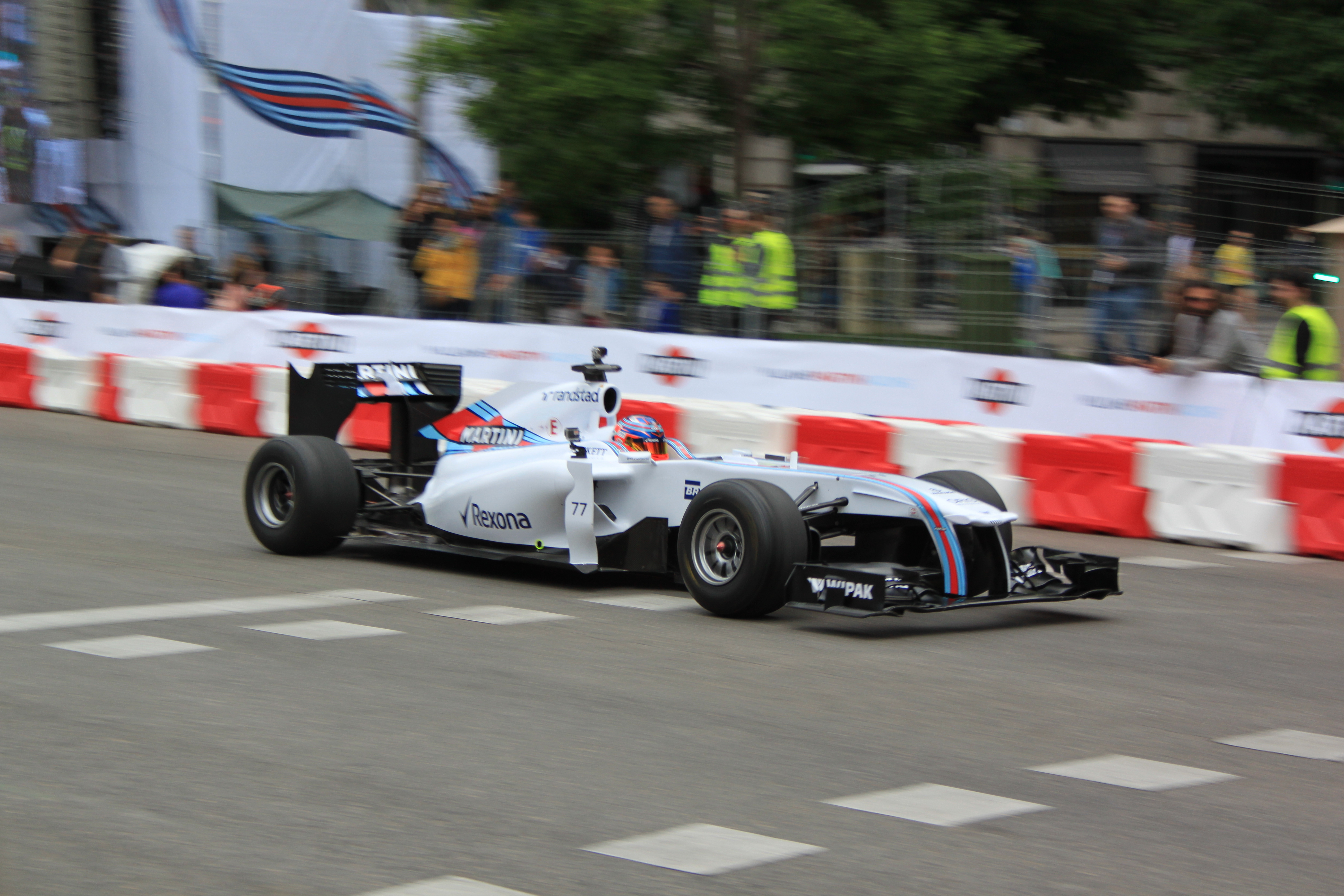
Paffett guiando a Williams FW35 nas ruas de Madrid em 2016

Em 2009, Paffett se destacou ao liderar a segunda sessão de testes em Jerez, superando Nico Hülkenberg por meio segundo. Em fevereiro de 2010, o britânico foi o primeiro a guiar o carro da equipe para a temporada, o MP4-25, durante os testes em Valência, e foi o reserva imediato nas quatro primeiras etapas, enquanto a temporada da DTM daquele ano não começava. No ano seguinte, a McLaren anunciou a renovação de contrato com Paffett para 2012. Ele foi "emprestado" para a Force India para ser reserva no GP da Austrália de 2012, substituindo Jules Bianchi, que tinha compromissos na Fórmula Renault 3.5. Mais tarde, Paffett foi escalado para participar do teste de novatos em Abu Dhabi ao lado de Oliver Turvey e Kevin Magnussen. Em 2013, Paffett testou o MP4-28 em Silverstone, mas fez apenas seis voltas, sendo forçado a abandonar a sessão por problemas de motor. A parceria com a McLaren durou até o final de 2014, quando a equipe trocou os motores Mercedes pelos da Honda.
Em fevereiro de 2016, Paffett se tornou piloto de simulador da Williams. Em abril de 2017, participou dos testes coletivos no Barém, guiando o FW40 ao lado dos titulares Felipe Massa e Lance Stroll.

### Fórmula E

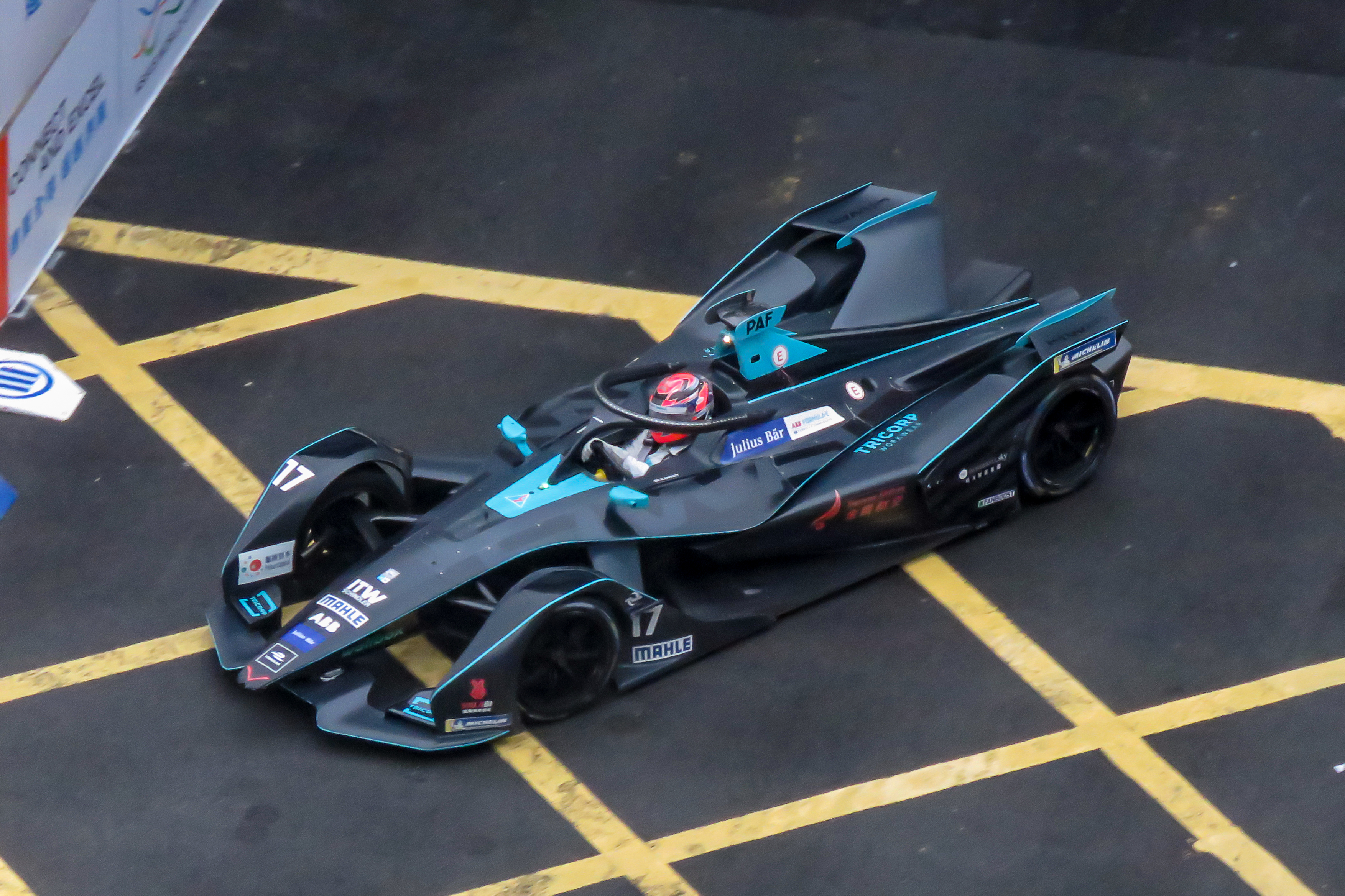
Paffett em 2019

Na temporada da Fórmula E de 2018–19, Paffett correu pela equipe HWA Racelab, junto com o piloto belga Stoffel Vandoorne. Ele pontuou em Hong Kong, Paris e Nova Iorque, mas abandonou outras quatro etapas. Acumulando apenas 9 pontos, Paffett terminou a temporada em 19º na classificação de pilotos, ficando três posições abaixo de Vandoorne, que conquistou um pódio e somou quase o quádruplo de seus pontos.
Em 11 de setembro de 2019, foi anunciado que Paffett seria substituído por Nyck de Vries após a equipe de Fórmula E da HWA ter sido transformada na Mercedes-Benz EQ Formula E Team na temporada de Fórmula E 2019–20. Paffett assumiu uma função de gestão dentro da equipe, trabalhando como consultor esportivo e técnico, além de ser piloto de teste e reserva.
Em novembro de 2021, Paffett se tornou o gerente de equipe Mercedes-EQ Formula E Team, ele permaneceu no cargo após a equipe Mercedes-EQ ser transformada na NEOM McLaren Formula E Team no segundo semestre de 2022. Com a saída da McLaren da categoria em 2025, Paffett foi contratado pela Kiro Race Co para ser diretor de corridas.

## Resultados

### Resultados completos na DTM
(Legenda) (Corridas em negrito indicam pole position) (Corridas em itálico indicam volta mais rápida).
| Ano     | Equipe                              | Carro                       | 1         | 2       | 3        | 4         | 5        | 6        | 7        | 8         | 9       | 10       | 11      | 12       | 13        | 14       | 15       | 16        | 17        | 18       | 19      | 20      | Pos. | Pts  |
| ------- | ----------------------------------- | --------------------------- | --------- | ------- | -------- | --------- | -------- | -------- | -------- | --------- | ------- | -------- | ------- | -------- | --------- | -------- | -------- | --------- | --------- | -------- | ------- | ------- | ---- | ---- |
| 2003    | Team Rosberg                        | AMG-Mercedes CLK-DTM        | HOC       | ADR     | NÜR Ret  | LAU 15    | NOR Ret  | DON 9    | NÜR 8    | A1R 6     | ZAN 12  | HOC 18†  |         |          |           |          |          |           |           |          |         |         | 11º  | 4    |
| 2004    | HWA Team                            | AMG-Mercedes C-Klasse 2004  | HOC 1     | EST 13  | ADR 4    | LAU DSQ   | NOR 1    | SHA 1‡   | NÜR 1    | OSC 4     | ZAN 4   | BRN 3    | HOC 3   |          |           |          |          |           |           |          |         |         | 2º   | 57   |
| 2005    | HWA Team                            | AMG-Mercedes C-Klasse 2005  | HOC 2     | LAU 1   | SPA 8    | BRN 4     | OSC 1    | NOR 1    | NÜR 3    | ZAN 1     | LAU 2   | IST 1    | HOC 3   |          |           |          |          |           |           |          |         |         | 1º   | 84   |
| 2007    | Persson Motorsport                  | AMG-Mercedes C-Klasse 2006  | HOC 8     | OSC 1   | LAU 8    | BRH 10    | NOR 4    | MUG Ret  | ZAN 9    | NÜR 12    | CAT 5   | HOC Ret  |         |          |           |          |          |           |           |          |         |         | 9º   | 20,5 |
| 2008    | Persson Motorsport                  | AMG-Mercedes C-Klasse 2007  | HOC 7     | OSC 11  | MUG 12   | LAU 10    | NOR DSQ  | ZAN 11   | NÜR 4    | BRH 8     | CAT 11  | BUG 4    | HOC 11  |          |           |          |          |           |           |          |         |         | 9º   | 13   |
| 2009    | HWA Team                            | AMG-Mercedes C-Klasse 2009  | HOC Ret   | LAU 1   | NOR 5    | ZAN 1     | OSC 5    | NÜR 8    | BRH 4    | CAT 4     | DIJ 1   | HOC 1    |         |          |           |          |          |           |           |          |         |         | 2º   | 59   |
| 2010    | HWA Team                            | AMG-Mercedes C-Klasse 2009  | HOC 1     | VAL 7   | LAU 5    | NOR 6     | NÜR 3    | ZAN 1    | BRH 5    | OSC 4     | HOC 4   | ADR 2    | SHA 1   |          |           |          |          |           |           |          |         |         | 2º   | 67   |
| 2011    | HWA Team                            | AMG-Mercedes C-Klasse 2009  | HOC 6     | ZAN 9   | SPL 8    | LAU 4     | NOR Ret  | NÜR 8    | BRH 4    | OSC 4     | VAL 8   | HOC 5    |         |          |           |          |          |           |           |          |         |         | 7º   | 25   |
| 2012    | HWA Team                            | AMG-Mercedes C-Klasse Coupé | HOC 1     | LAU 2   | BRH 1    | SPL 3     | NOR 4    | NÜR 6    | ZAN 7    | OSC 2     | VAL Ret | HOC 2    |         |          |           |          |          |           |           |          |         |         | 2º   | 145  |
| 2013    | HWA Team                            | AMG-Mercedes C-Klasse Coupé | HOC 4     | BRH 6   | SPL 9    | LAU 1     | NOR 18†  | MSC 5    | NÜR 17   | OSC 6     | ZAN 9   | HOC 9    |         |          |           |          |          |           |           |          |         |         | 6º   | 69   |
| 2014    | HWA Team                            | DTM AMG Mercedes C-Coupé    | HOC 12    | OSC 8   | HUN Ret  | NOR 12    | MSC 16   | SPL 17   | NÜR 16   | LAU 13    | ZAN 19† | HOC 10   |         |          |           |          |          |           |           |          |         |         | 22º  | 5    |
| 2015    | ART Grand Prix                      | DTM AMG Mercedes C-Coupé    | HOC 1 Ret | HOC 2 3 | LAU 1 23 | LAU 2 Ret | NOR 1 3  | NOR 2 7  | ZAN 1 11 | ZAN 2 10  | SPL 1 7 | SPL 2    | MSC 1 7 | MSC 2 6  | OSC 1 Ret | OSC 2 13 | NÜR 1 4  | NÜR 2 Ret | HOC 1 Ret | HOC 2 9  |         |         | 9º   | 89   |
| 2016    | Mercedes-Benz DTM Team ART          | Mercedes-AMG C63 DTM        | HOC 1 11  | HOC 2 4 | SPL 1 18 | SPL 2 13  | LAU 1 14 | LAU 2 5  | NOR 1 14 | NOR 2 DSQ | ZAN 1 4 | ZAN 2    | MSC 1 3 | MSC 2 18 | NÜR 1 19  | NÜR 2 7  | HUN 1 20 | HUN 2 16  | HOC 1 19  | HOC 2 15 |         |         | 11º  | 73   |
| 2017    | Mercedes-AMG Motorsport Mercedes Me | Mercedes-AMG C63 DTM        | HOC 1 7   | HOC 2   | LAU 1 6  | LAU 2 4   | HUN 1 7  | HUN 2 9  | NOR 1 10 | NOR 2 Ret | MSC 1 7 | MSC 2 16 | ZAN 1 8 | ZAN 2 5  | NÜR 1 10  | NÜR 2 14 | SPL 1 17 | SPL 2 4   | HOC 1 9   | HOC 2 4  |         |         | 10º  | 102  |
| 2018    | Mercedes-AMG Motorsport Petronas    | Mercedes-AMG C63 DTM        | HOC 1     | HOC 2 3 | LAU 1 9  | LAU 2 1   | HUN 1 6  | HUN 2 15 | NOR 1 2  | NOR 2 13  | ZAN 1   | ZAN 2    | BRH 1 6 | BRH 2    | MIS 1 Ret | MIS 2 14 | NÜR 1 3  | NÜR 2 5   | SPL 1 10  | SPL 2 3  | HOC 1 4 | HOC 2 3 | 1º   | 255  |
| Fontes: |                                     |                             |           |         |          |           |          |          |          |           |         |          |         |          |           |          |          |           |           |          |         |         |      |      |

† – Piloto não terminou, mas concluiu 90% da distância da corrida.
‡ – Xangai era uma rodada extracampeonato.

### Resultados completos na Fórmula E
(Legenda) (Corridas em negrito indicam pole position) (Corridas em itálico indicam volta mais rápida).
| Temporada | Equipe      | Chassi       | Motor         | 1       | 2       | 3      | 4      | 5     | 6       | 7       | 8     | 9      | 10     | 11     | 12     | 13     | Pos. | Pts |
| --------- | ----------- | ------------ | ------------- | ------- | ------- | ------ | ------ | ----- | ------- | ------- | ----- | ------ | ------ | ------ | ------ | ------ | ---- | --- |
| 2018–19   | HWA Racelab | Spark SRT05e | Venturi VFE05 | ADR Ret | MRK Ret | SCL 14 | MEX 16 | HKG 8 | SYX Ret | RME Ret | PAR 8 | MCO 12 | BER 16 | BRN 17 | NYC 11 | NYC 10 | 19º  | 9   |
| Fonte:    |             |              |               |         |         |        |        |       |         |         |       |        |        |        |        |        |      |     |